# Eritrees-Orthodoxe Tewahedo Kerk
De Eritrees-Orthodoxe Tewahedo Kerk (Ge'ez: ተዋሕዶ , tawāhidō) is een van de oriëntaals-orthodoxe kerken. De kerk is gevestigd in Eritrea en telt circa 2.000.000 gelovigen.
"Tewahedo" is Ge'ez voor "een wezen dat een eenheid vormt". Het woord is afgeleid van het Arabische tawhid en verwijst naar het miafysitisme, de christologie van de oriëntaals-orthodoxe kerken. Dit betekent dat de Eritrees-Orthodoxe Tewahedo Kerk, net zoals de Ethiopisch-Orthodoxe Tewahedo Kerk en vele andere christelijke kerken, de tweenaturenleer van Jezus aanhangt. Deze leer houdt in dat Jezus zowel volledig goddelijk als volledig menselijk is en dat deze beide naturen ongescheiden en onvermengd zijn. 
De Eritrees-Orthodoxe Tewahedo Kerk is nauw verwant aan de Koptisch-Orthodoxe Kerk, waar ze oorspronkelijk van afstamt. Ze maakte tot 1993 deel uit van de Ethiopisch-Orthodoxe Kerk. Net zoals in deze kerk maakt de Eritrees-Orthodoxe Tewahedo Kerk gebruik van de Alexandrijnse liturgie en is het Ge'ez de taal die in de liturgie gebruikt wordt. 
Aan het hoofd van de kerk staat een patriarch, die de eretitel 'Abune' draagt. 'Abune ' betekent in het Amhaars en het Tigrinya 'onze vader'. Deze titel wordt gebezigd voor een bisschop in de Eritrees-Orthodoxe Tewahedo Kerk, alsook in de Ethiopisch-Orthodoxe Tewahedo Kerk. 
Na het overlijden op 21 december 2015 van de in 1935 geboren vorige en vierde patriarch, Abune Dioskoros, was er tijdelijk geen patriarch. Sinds 13 juni 2021 was Abune Qerlos I (geboren in 1928) de vijfde patriarch van de Eritrees-Orthodoxe Tewahedo Kerk. Querlos (Cyril) overleed echter op 2 december 2022.
Dioskoros en Qerlos werden beiden aangesteld onder de Eritrese president Isais Afewerki. Zij namen de plaats in van de door de Heilige Synode gekozen derde patriarch, Abune Antonios. Antonios werd in 2006  afgezet. Sinds 2007 staat hij onder huisarrest.